# Ferdinando De Giorgi
Ferdinando De Giorgi est un ancien joueur de volley-ball italien né le 10 octobre 1961 à Squinzano en Italie et reconverti en entraîneur. Il mesure 1,78 m et jouait passeur. Il totalise 330 sélections en équipe nationale d'Italie.

## Biographie
En juin 2021, il est nommé à la tête de l' équipe nationale masculine italienne de volley-ball succédant à Gianlorenzo Blengini pour la période pré-olympique de Paris 2024. Appelé à gérer un changement de génération, il mène l'Italie en septembre 2021 à remporter le championnat d'Europe, seize ans après le succès précédent et le 11 septembre 2022  à remporter le championnat du monde.

## Clubs
| Club        | Pays   | De        | À         |
| ----------- | ------ | --------- | --------- |
| Ugento      | Italie | 1981-1982 | 1985-1986 |
| Modène      | Italie | 1986-1987 | 1986-1987 |
| Montichiari | Italie | 1988-1989 | 1989-1990 |
| Padoue      | Italie | 1990-1991 | 1991-1992 |
| Falconara   | Italie | 1992-1993 | 1993-1994 |
| Cuneo       | Italie | 1994-1995 | 1996-1997 |
| Montichiari | Italie | 1997-1998 | 1999-2000 |
| Cuneo       | Italie | 2000-2001 | 2001-2002 |

## Palmarès

### En tant que joueur
- En club
  - Coppa Italia : 1996, 2002
  - Supercoppa Italia : 1996
  - Coupe des Coupes : 1997
  - Coupe de la CEV : 1996
  - Supercoupe d'Europe : 1996

- En équipe nationale d'Italie
  - Championnat du monde : 1990, 1994, 1998
  - Championnat d'Europe : 1989
  - Ligue mondiale : 1990, 1991, 1992, 1994, 1995
  - World Super Four : 1994

### En tant qu'entraîneur

#### En club
- Challenge Cup masculine/Coupe de la CEV :
  - Vainqueur : 2002, 2006
- Championnat d'Italie :
  - Vainqueur : 2006, 2019
- Championnat de Pologne :
  - Vainqueur : 2016, 2017
- Coupe d'Italie :
  - Vainqueur : 2002, 2008, 2009
- Coupe de Pologne :
  - Vainqueur : 2017
- Supercoupe d'Italie :
  - Vainqueur : 2002, 2006, 2008
- Championnat du monde des clubs :
  - Vainqueur : 2019

#### En sélection
- Memorial Hubert Wagner :
  - Vainqueur : 2017

#### Équipe d'Italie
- Championnat d'Europe masculin de volley-ball
  - Vainqueur : 2021

- Championnat du monde masculin de volley-ball
  - Vainqueur : 2022 (11/09/2022 en battant la Pologne 3 à 1)